# 魏树礼
魏树礼（1934年—2022年12月19日），男，湖南隆回人，中国药剂学家。曾任北京医科大学药学院药学系主任、教授、博士生导师，药典委员会委员。